# Aquädukt von Ferrara
Der Aquädukt von Ferrara (italienisch acquedotto di Ferrara oder serbatoio dell’acquedotto) ist ein Wasserturm in der italienischen Stadt Ferrara und befindet sich auf der Piazza XXIV Maggio.

## Geschichte
Das erste Wasserwerk wurde 1890 in Ferrara gebaut und transportierte Wasser aus Castelfranco Emilia über eine Leitung, die bis Anfang der 1980er Jahre in Betrieb war.
Als Endpunkt einer neuen Trinkwasserleitung, die Wasser vom Po brachte, wurde Mitte des 20. Jahrhunderts der Wasserturm in der Mitte des Rione Giardino geplant. Der Bau wurde zwischen 1930 und 1932 von dem Ingenieur Carlo Savonuzzi entworfen. Savonuzzi stützte sich dabei auf früheren Pläne des Ingenieurs Adamo Boari im Bereich des Giardino-Viertels. Die Arbeiten waren Teil des Wiederaufbaus der Stadt, der später als Addizione Novecentista bekannt wurde, und gehörten zu den städtebaulichen Initiativen, die von der Stadtverwaltung unter der Leitung von Podestà Renzo Ravenna in Angriff genommen wurden, um der Stadt ein modernes Gesicht zu geben, Arbeitsplätze zu schaffen und dem Wunsch von Italo Balbo zu entsprechen, Ferrara den alten Glanz der Este zurückzugeben. Einen wichtigen Beitrag leistete auch der Corriere Padano, der damals von Nello Quilici geleitet wurde.

### Piazza XXIV Maggio
Der Platz wurde ursprünglich Piazza XXVIII Ottobre genannt, um den Marsch auf Rom am 28. Oktober 1922 zu feiern, und der große Wasserspeicher wurde genau zehn Jahre später fertiggestellt. Unmittelbar nach dem Ende des Zweiten Weltkriegs wurde der Name in Piazza XXIV Maggio geändert, um an den Tag des Eintritts Italiens in den Ersten Weltkrieg im Jahr 1915 zu erinnern.

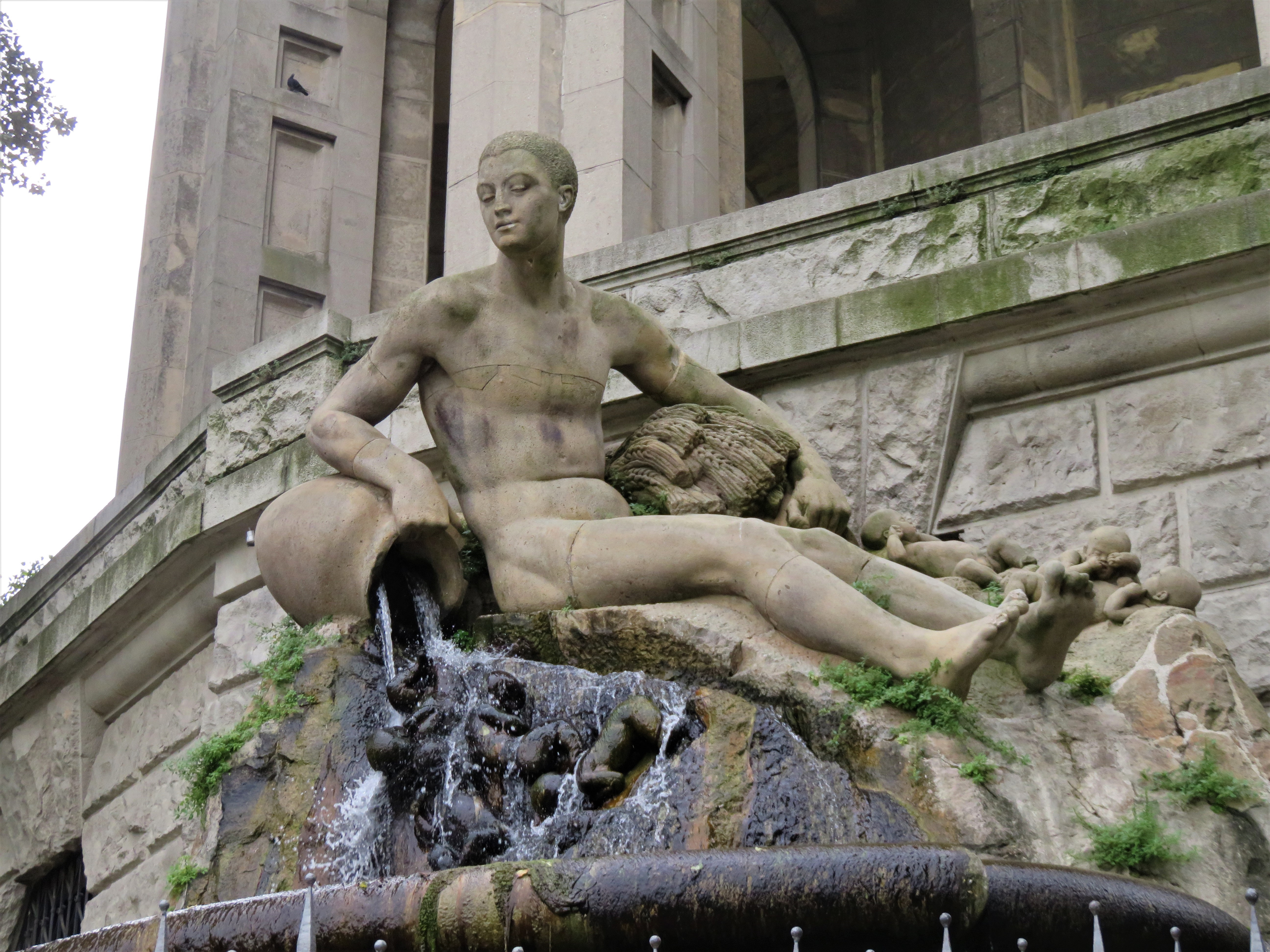
Der Po und seine Nebenflüsse

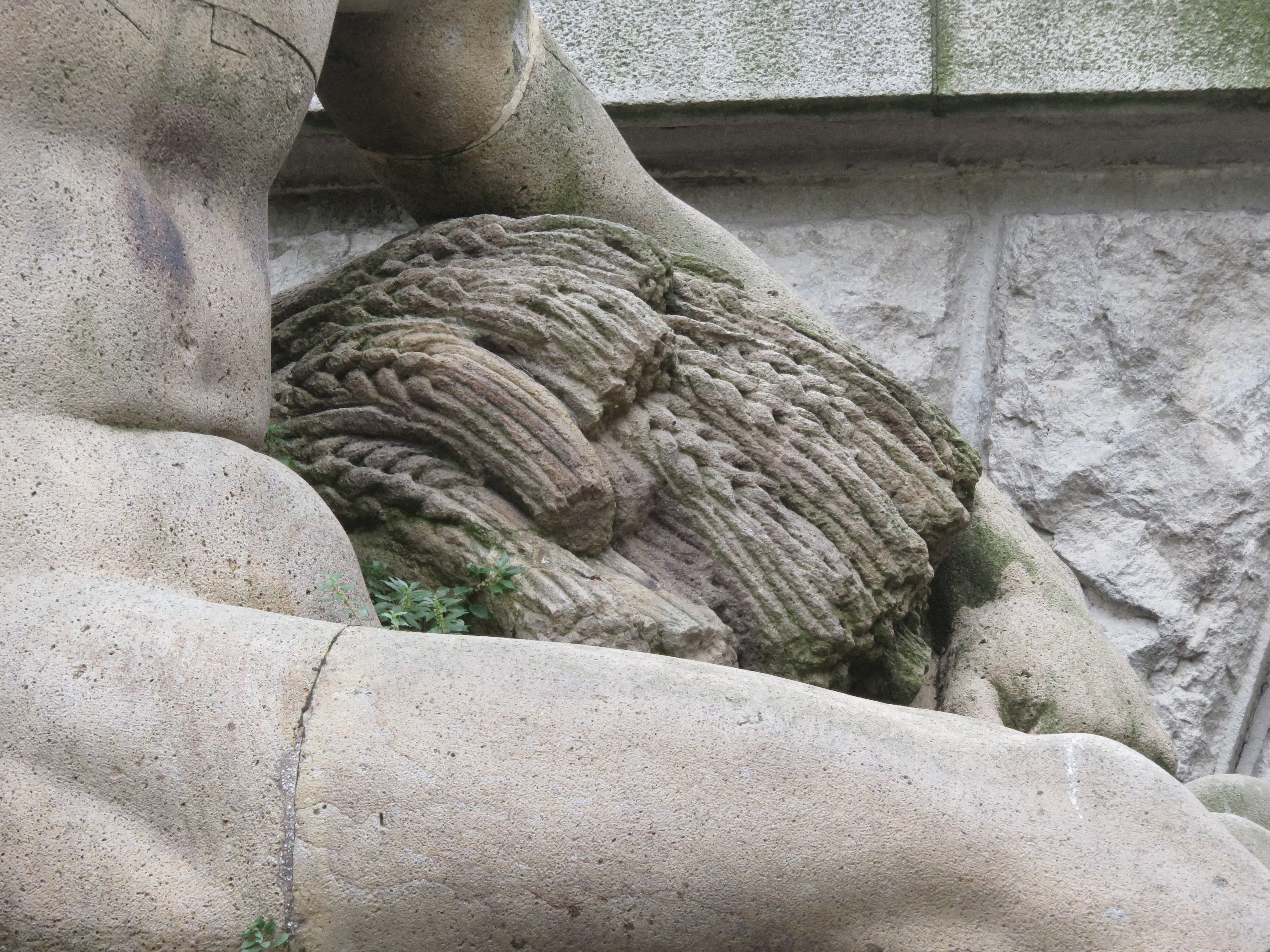
Der Po (Detail)

## Architektonische Gestaltung
Das Aquädukt von Ferrara ist ein modernes Bauwerk, das gleichzeitig an Bauten aus der Renaissance erinnert. Das Gebäude besteht fast vollständig aus Stahlbeton und wirkt auf den ersten Blick recht imposant, liegt jedoch auf einem großen Platz, der von Grünflächen und hohen Bäumen umgeben ist.

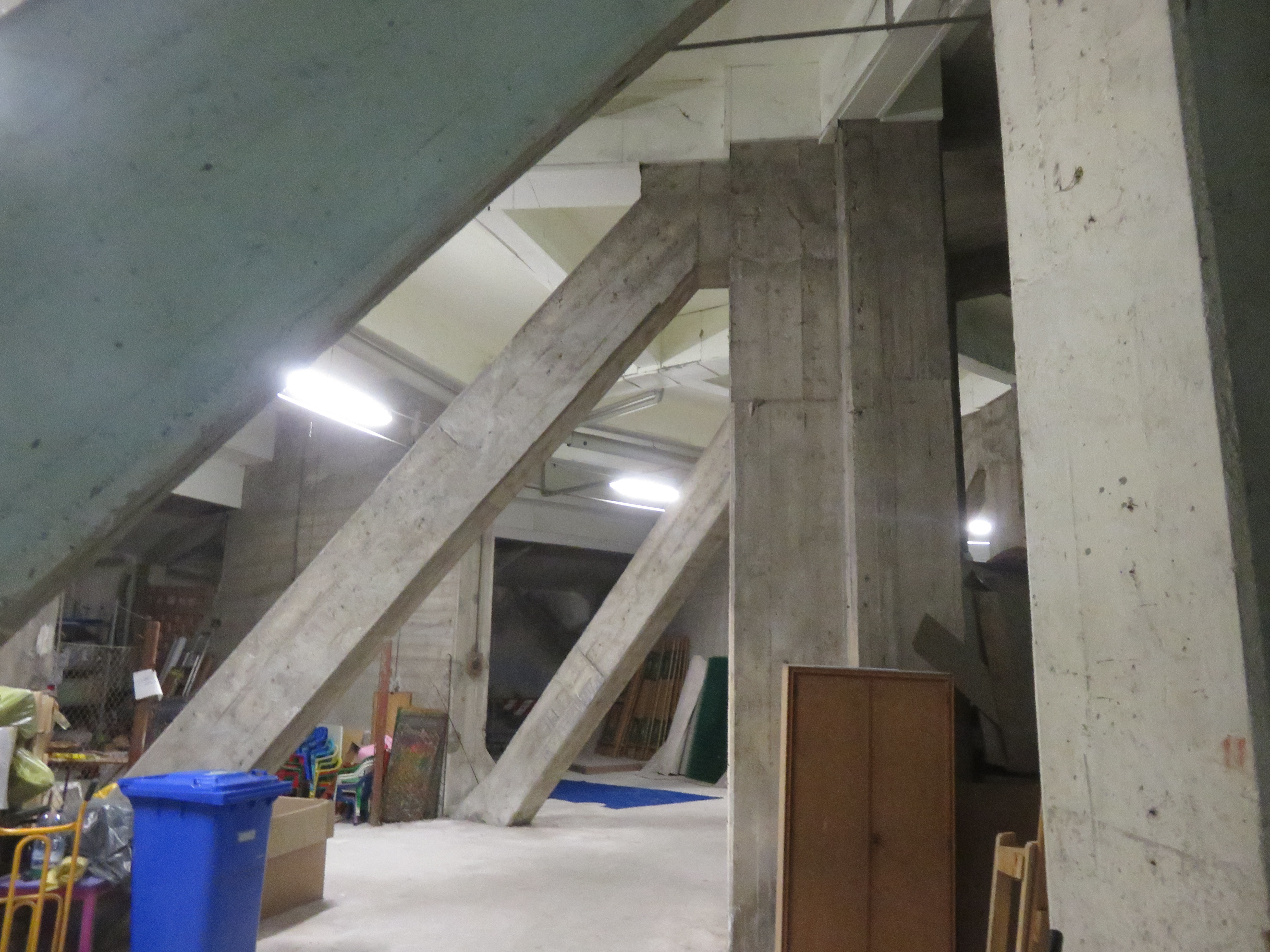
Innere Struktur mit Stahlbetonträgern

Das Bauwerk ist etwa 37 Meter hoch und ruht auf einem annähernd kreisförmigen Sockel, der an antike Renaissance-Tempel erinnert. Die Basis bildet ein Erdwall, von dem zwei Treppen nach oben führen. Eine dieser Treppen führt zu einem eindrucksvollen Springbrunnen. Auf dem zwölfeckigen, mit Trachyt verkleideten Sockel erheben sich zwölf 12 Meter hohe Säulen, die das große Speicherbecken mit einem Fassungsvermögen von 2.500 m³ tragen. Das Bauwerk wird von einer großen Stufenkuppel abgeschlossen.
Von großer Wirkung und Bedeutung ist der von Arrigo Minerbi gleichzeitig mit dem Aquädukt errichtete Brunnen aus Stahlbeton, der den Po und seine Nebenflüsse darstellt. Die Pappeln, die das Bauwerk umgeben, sind eine Anspielung auf den antiken Mythos von Phaeton und seinen Schwestern, den Heliaden, die sich in Pappeln verwandelten, als ihr Bruder, der von Zeus zur Strafe für seine Unfähigkeit, den Sonnenwagen zu lenken, erschlagen wurde, in die Po-Ebene stürzte und sich in den Fluss Eridanus, den Po, verwandelte.

## Nutzung

Der Po des Minerbi-Brunnens und die Piazza XXIV Maggio in Ferrara während einer Veranstaltung

Der Platz beim Aquädukts von Ferrara wird für verschiedene Veranstaltungen genutzt. Er liegt nicht weit vom Stadtzentrum entfernt und ist relativ ruhig, wobei ein kleiner Teil als Kinderspielplatz eingerichtet ist.
Nach dem Bau des neuen Wasserwerks in Pontelagoscuro hatte die Anlage ausgedient und sowohl der Wasserspeicher als auch die sanitären Anlagen wurden in den 1990er Jahren einer anderen Nutzung zugeführt. Die Wohnungen im ersten Stock des Gebäudes, die bis dahin vom Ingenieur des Wasserwerks und vom Hausmeister genutzt worden waren, wurden der Öffentlichkeit zur Verfügung gestellt. In den ehemaligen Wohnungen und im Rest des Gebäudes befinden sich Räume für das Familienzentrum Isola del Tesoro.
Anfang September findet rund um das Aquädukt das Kunst-, Spiel- und Theaterfestival Estate Bambini statt.